# لورنز بوهلر
لورنز بوهلر (انگلیسی: Lorenz Böhler; ۱۵ ژانویهٔ ۱۸۸۵ – ۲۰ ژانویهٔ ۱۹۷۳) دانشمند در زمینه جراحی اهل اتریش بود.